# Rominigue Kouamé
Rominigue Kouamé N'Guessan (ur. 17 grudnia 1996 w Lopou) – piłkarz malijski pochodzenia iworyjskiego grający na pozycji lewego obrońcy. Od 2020 jest piłkarzem klubu Troyes AC.

## Kariera klubowa
Swoją karierę piłkarską Kouamé rozpoczął w klubie AS Real Bamako, w barwach którego sezonie 2014/2015 zadebiutował w pierwszej lidze malijskiej. Grał w nim przez rok.
Latem 2015 Kouamé wyjechał do Francji i został zawodnikiem Lille OSC. Przez pierwsze dwa sezony grał jedynie w rezerwach tego klubu, a w 2017 roku awansował do pierwszego zespołu. 6 sierpnia 2017 zadebiutował w nim w Ligue 1 w zwycięskim 3:0 domowym meczu z FC Nantes.
Latem 2018 Kouamé został wypożyczony do grającego w Ligue 2, Paris FC. Swój debiut w nim zaliczył 17 sierpnia 2018 w wygranym 1:0 domowym meczu z AS Béziers. W Paris FC spędził rok.
W lipcu 2019 Kouamé wypożyczono do belgijskiego Cercle Brugge, w którym swój debiut zanotował 27 lipca 2019 w przegranym 0:2 domowym spotkaniu ze Standardem Liège. W klubie z Brugii grał przez pół roku.
Na początku 2020 roku Kouamé trafił na wypożyczenie do Troyes AC. Zadebiutował w nim 27 stycznia 2020 przegranym 0:1 wyjazdowym meczu z Le Havre AC. W sezonie 2020/2021 wywalczył z Troyes awans z Ligue 2 do Ligue 1. Latem 2021 został wykupiony przez Troyes za 2,5 miliona euro.
| Sezon   | Klub           | Kraj    | Rozgrywki         | Mecze | Gole |
| ------- | -------------- | ------- | ----------------- | ----- | ---- |
| 2014/15 | AS Real Bamako | Mali    | Première Division | ?     | ?    |
| 2015/16 | Lille OSC B    | Francja | CFA 2             | 1     | 0    |
| 2016/17 | Lille OSC B    | Francja | CFA               | 22    | 0    |
| 2017/18 | Lille OSC      | Francja | Ligue 1           | 6     | 0    |
| 2017/18 | Lille OSC B    | Francja | CFA               | 8     | 0    |
| 2018/19 | Paris FC       | Francja | Ligue 2           | 25    | 0    |
| 2019/20 | Cercle Brugge  | Belgia  | Eerste klasse A   | 13    | 0    |
| 2019/20 | Troyes AC      | Francja | Ligue 2           | 7     | 0    |
| 2020/21 | Troyes AC      | Francja | Ligue 2           | 32    | 2    |

## Kariera reprezentacyjna
W reprezentacji Mali Kouamé zadebiutował 19 stycznia 2016 w zremisowanym 2:2 meczu Mistrzostw Narodów Afryki 2016 z Ugandą, rozegranym w Gisenyi. W 2022 został powołany do kadry na Puchar Narodów Afryki 2021, jednak nie rozegrał na nim żadnego meczu.